# 12 Heures de Sebring
Les 12 Heures de Sebring sont une course automobile sur circuit d'une durée de douze heures qui se déroule chaque année au mois de mars sur le Sebring International Raceway à Sebring, en Floride. Elle a fait partie du championnat du monde des voitures de sport, le championnat d'endurance de la FIA. De 1999 à 2013, cette course est disputée dans le cadre du championnat American Le Mans Series (ALMS) dont elle est la manche d'ouverture ainsi que l'épreuve la plus prestigieuse. Depuis 2014, la course fait partie de l'United SportsCar Championship.
Dans la mesure où l'ALMS se dispute selon une réglementation technique quasiment identique à celle de l'Automobile Club de l'Ouest, les 12 Heures de Sebring font souvent office de préparation pour les 24 Heures du Mans. De nombreuses équipes qui se sont imposées dans la Sarthe ont d'abord acquis une victoire à Sebring. Réputée difficile, la piste floridienne est en effet bosselée et composée en partie de plaques de ciment, non régulières, sur la portion empruntant les anciennes pistes de l'aéroport militaire (partie entourant le paddock et la ligne droite des stands). La température au moment de la course est également proche des températures que l'on retrouve au Mans en juin.
La course a été remportée principalement par des écuries européennes. Avec dix-huit succès, Porsche détient le record de victoires dans cette course. Ferrari compte douze victoires et Audi, onze. Peugeot est devenu en 2010 la première marque française à s'imposer aux 12 Heures de Sebring, après trois participations consécutives. Les grandes séries de victoires de ces constructeurs ont globalement correspondu à celles des 24 Heures du Mans. En ce qui concerne les pilotes, Tom Kristensen est le pilote qui l'a remportée le plus de fois (6 victoires). Cinq champions du monde de Formule 1 (Hawthorn, Fangio, P. Hill, Surtees et Andretti) et 12 pilotes français (Behra, Larrousse, Wollek, Dalmas, Aïello, Dumas, Collard, Lapierre, Duval, Panis Tréluyer et Bourdais) ont remporté cette épreuve.
Les 12 Heures de Sebring sont la deuxième course d'endurance du monde quant à l'ancienneté, la notoriété et le prestige après les 24 Heures du Mans. En 2012, pour les soixante ans de la course, elle intègre le championnat du monde d'endurance FIA.

## Palmarès

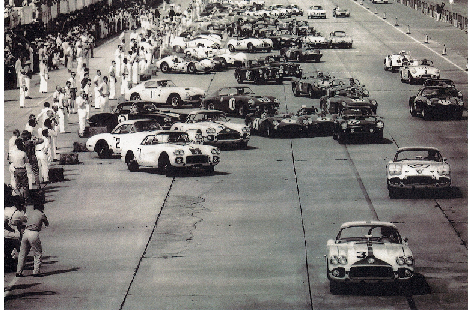
Édition 1960 (Frad Gamble au premier plan).

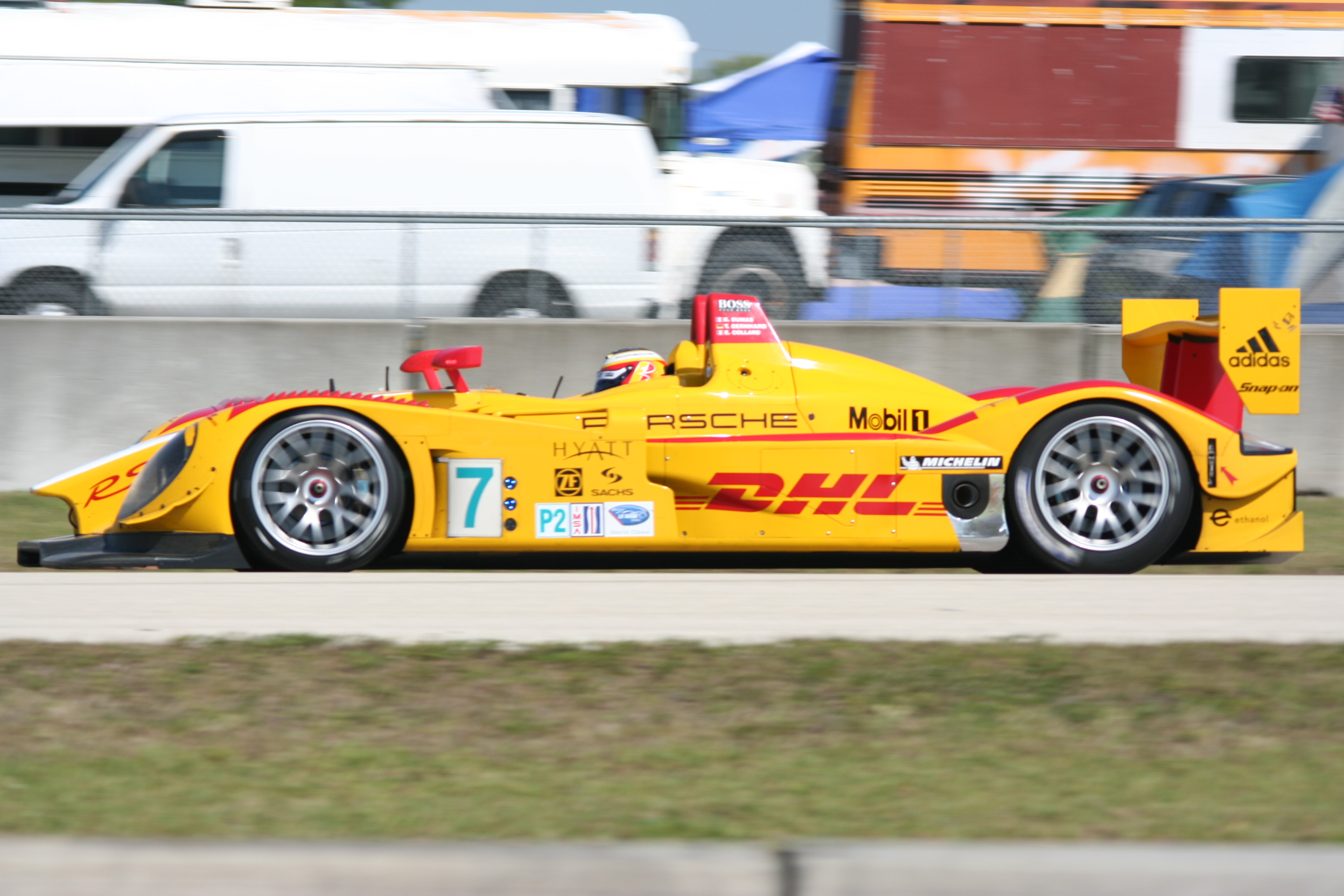
La Porsche RS Spyder, vainqueur de l'édition 2008

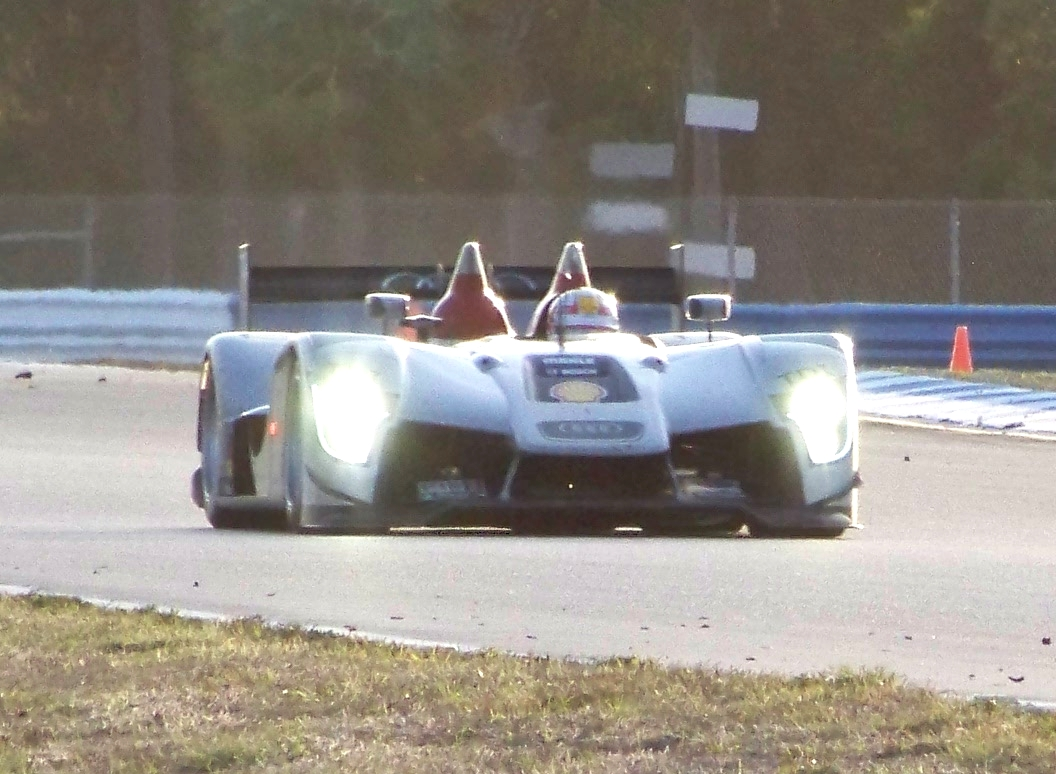
L'Audi R15 TDI, vainqueur de l'édition 2009

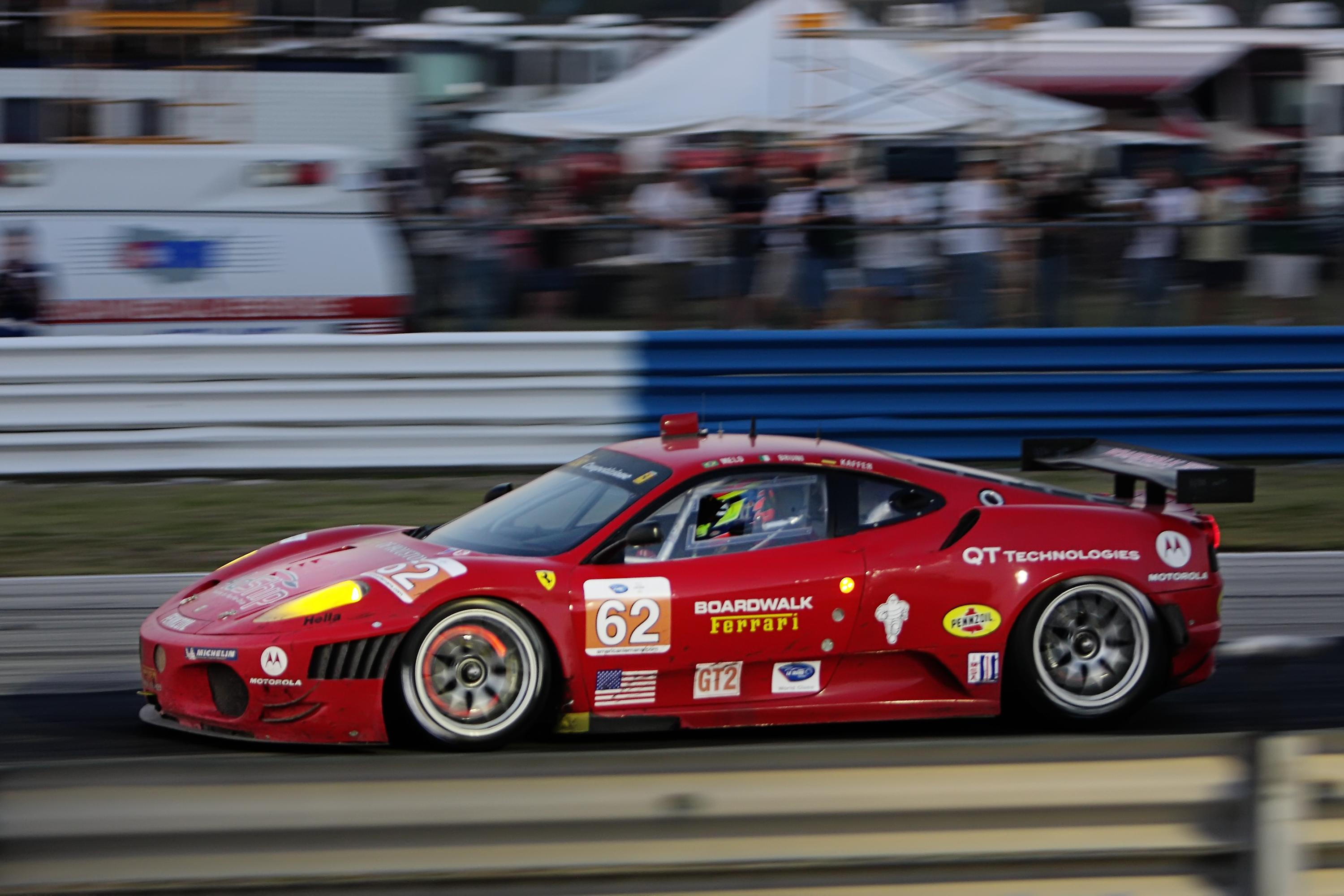
La Ferrari F430 GTC, vainqueur en GT2 en 2010

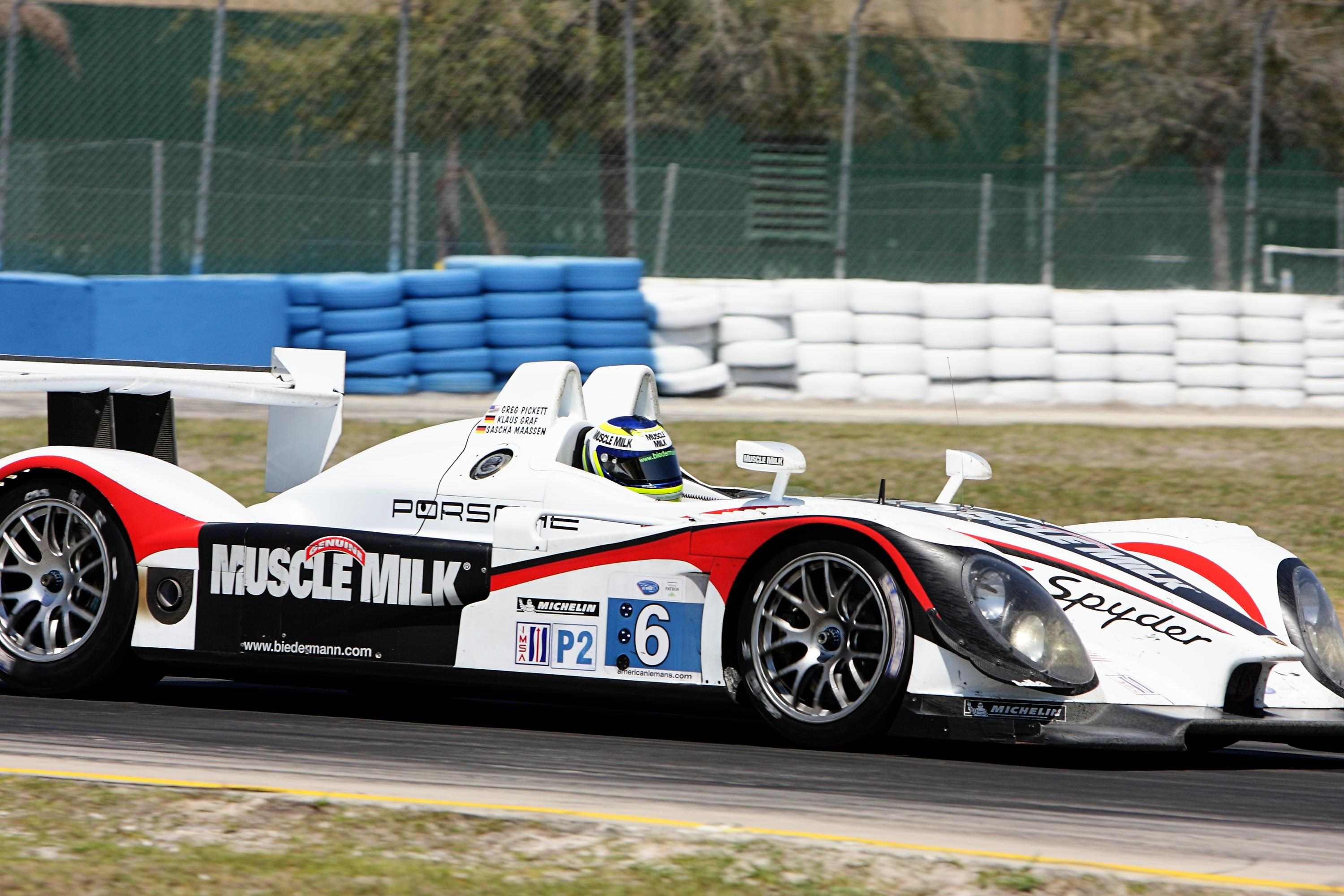
La Porsche RS Spyder, vainqueur en LMP2 en 2010

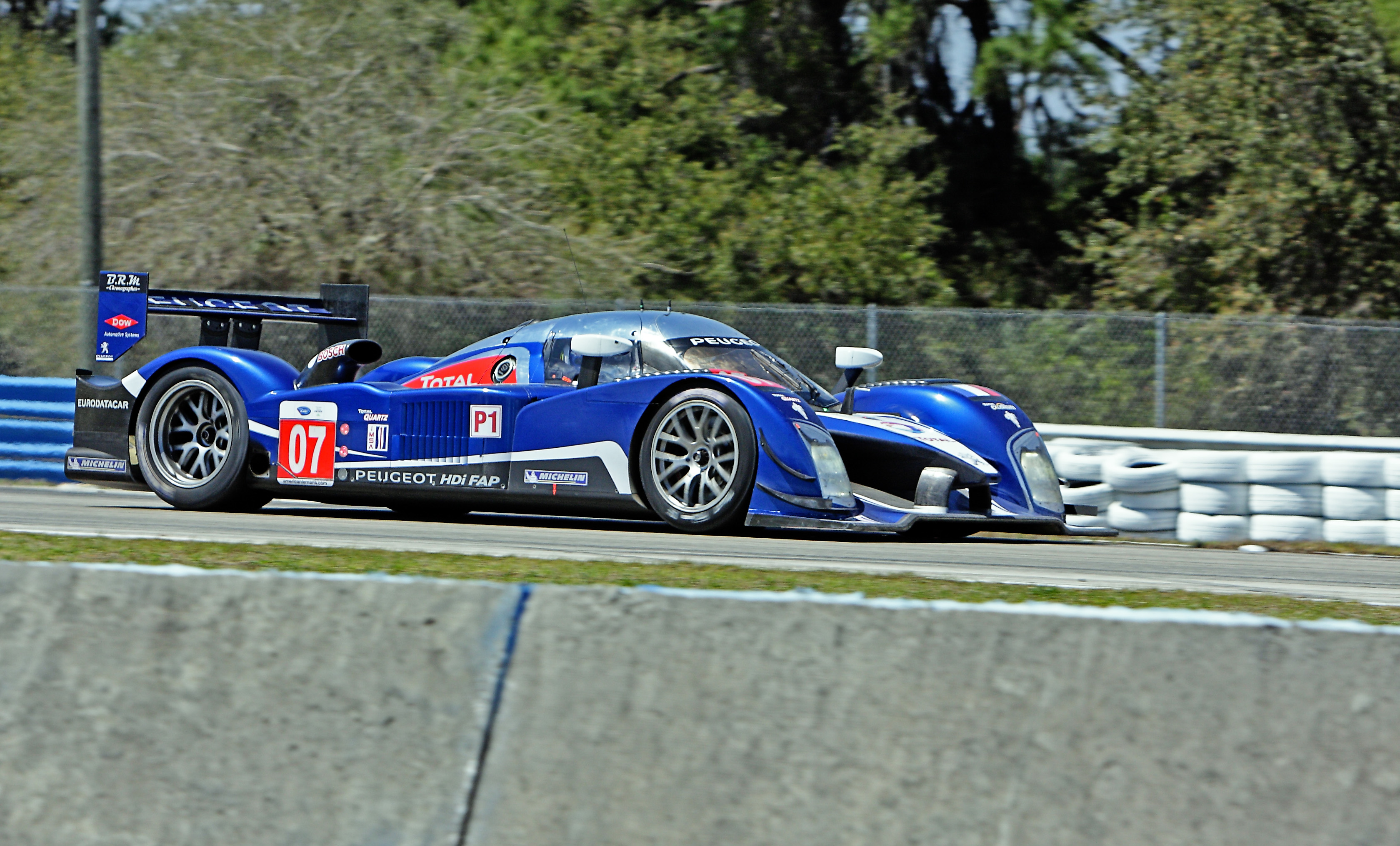
La Peugeot 908 HDi FAP, vainqueur de l'édition 2010

| Année | Pilotes                                                 | Équipe                                          | Voiture                                         | Championnat                                                    |
| ----- | ------------------------------------------------------- | ----------------------------------------------- | ----------------------------------------------- | -------------------------------------------------------------- |
| 1952  | Harry Gray Larry Kulok                                  | Stuart Donaldson                                | Frazer Nash LM                                  |                                                                |
| 1953  | John Fitch Phil Walters                                 | Briggs Cunningham                               | Cunningham C4-R Chrysler                        | Championnat du monde des voitures de sport                     |
| 1954  | Stirling Moss Bill Lloyd                                | Briggs Cunningham                               | O.S.C.A. MT4 1450                               | Championnat du monde des voitures de sport                     |
| 1955  | Mike Hawthorn Phil Walters                              | Briggs Cunningham                               | Jaguar D-Type                                   | Championnat du monde des voitures de sport                     |
| 1956  | Eugenio Castellotti Juan Manuel Fangio                  | Scuderia Ferrari                                | Ferrari 860 Monza                               | Championnat du monde des voitures de sport                     |
| 1957  | Jean Behra Juan Manuel Fangio                           | Maserati                                        | Maserati 450S                                   | Championnat du monde des voitures de sport                     |
| 1958  | Phil Hill Peter Collins                                 | Scuderia Ferrari                                | Ferrari 250 TR58                                | Championnat du monde des voitures de sport                     |
| 1959  | Dan Gurney Chuck Daigh Phil Hill Olivier Gendebien      | Scuderia Ferrari                                | Ferrari 250 TR59                                | Championnat du monde des voitures de sport                     |
| 1960  | Hans Herrmann Olivier Gendebien                         | Joakim Bonnier                                  | Porsche 718 RS60                                | Championnat du monde des voitures de sport                     |
| 1961  | Phil Hill Olivier Gendebien                             | SpA Ferrari SEFAC                               | Ferrari 250 TRI/61                              | Championnat du monde des voitures de sport                     |
| 1962  | Jo Bonnier Lucien Bianchi                               | Scuderia SSS Republica di Venezia               | Ferrari 250 TRI/61                              | Championnat du monde des voitures de sport                     |
| 1963  | John Surtees Ludovico Scarfiotti                        | SpA Ferrari SEFAC                               | Ferrari 250P                                    | Championnat du monde des voitures de sport                     |
| 1964  | Mike Parkes Umberto Maglioli                            | SpA Ferrari SEFAC                               | Ferrari 275P                                    | Championnat du monde des voitures de sport                     |
| 1965  | Jim Hall Hap Sharp                                      | Chaparral Cars                                  | Chaparral 2A Chevrolet                          | Championnat du monde des voitures de sport                     |
| 1966  | Ken Miles Lloyd Ruby                                    | Shelby American                                 | Ford X1 Roadster                                | Championnat du monde des voitures de sport                     |
| 1967  | Bruce McLaren Mario Andretti                            | Ford Motor Company                              | Ford GT40 Mk IV                                 | Championnat du monde des voitures de sport                     |
| 1968  | Jo Siffert Hans Herrmann                                | Porsche Automobile Company                      | Porsche 907                                     | Championnat du monde des voitures de sport                     |
| 1969  | Jacky Ickx Jackie Oliver                                | J.W. Automotive Engineering                     | Ford GT40 Mk II                                 | Championnat du monde des voitures de sport                     |
| 1970  | Ignazio Giunti Nino Vaccarella Mario Andretti           | SpA Ferrari SEFAC                               | Ferrari 512S                                    | Championnat du monde des voitures de sport                     |
| 1971  | Vic Elford Gérard Larrousse                             | Martini Racing                                  | Porsche 917K                                    | Championnat du monde des voitures de sport                     |
| 1972  | Mario Andretti Jacky Ickx                               | SpA Ferrari SEFAC                               | Ferrari 312PB                                   | Championnat du monde des voitures de sport                     |
| 1973  | Hurley Haywood Peter Gregg Dave Helmick                 | Dave Helmick                                    | Porsche Carrera RSR                             | Championnat IMSA GT                                            |
| 1974  | Course annulée en raison de la crise pétrolière         | Course annulée en raison de la crise pétrolière | Course annulée en raison de la crise pétrolière |                                                                |
| 1975  | Brian Redman Allan Moffat Sam Posey Hans-Joachim Stuck  | BMW Motorsport                                  | BMW 3.0 CSL                                     | Championnat IMSA GT                                            |
| 1976  | Al Holbert Michael Keyser                               | Holbert Porsche-Audi                            | Porsche Carrera RSR                             | Championnat IMSA GT                                            |
| 1977  | George Dyer Brad Frisselle                              | George Dyer                                     | Porsche Carrera RSR                             | Championnat IMSA GT                                            |
| 1978  | Brian Redman Charles Mendez (de) Bob Garretson          | Dick Barbour Racing                             | Porsche 935                                     | Championnat IMSA GT                                            |
| 1979  | Bob Akin Rob McFarlin Roy Woods                         | Dick Barbour Racing                             | Porsche 935                                     | Championnat IMSA GT                                            |
| 1980  | John Fitzpatrick Dick Barbour                           | Dick Barbour Racing                             | Porsche 935                                     | Championnat IMSA GT                                            |
| 1981  | Bruce Leven Hurley Haywood Al Holbert                   | Bayside Disposal Racing                         | Porsche 935 K3                                  | Championnat IMSA GT Championnat du monde des voitures de sport |
| 1982  | John Paul Sr. John Paul Jr.                             | JLP Racing                                      | Porsche 935                                     | Championnat IMSA GT                                            |
| 1983  | Wayne Baker Jim Mullen Kees Nierop                      | Personalized Autohaus                           | Porsche 935                                     | Championnat IMSA GT                                            |
| 1984  | Mauricio de Narváez Hans Heyer Stefan Johansson         | De Narváez Enterprises                          | Porsche 935                                     | Championnat IMSA GT                                            |
| 1985  | A. J. Foyt Bob Wollek                                   | Preston Henn                                    | Porsche 962                                     | Championnat IMSA GT                                            |
| 1986  | Hans-Joachim Stuck Jo Gartner Bob Akin                  | Bob Akin Motor Racing                           | Porsche 962                                     | Championnat IMSA GT                                            |
| 1987  | Jochen Mass Bobby Rahal                                 | Bayside Disposal Racing                         | Porsche 962                                     | Championnat IMSA GT                                            |
| 1988  | Hans-Joachim Stuck Klaus Ludwig                         | Bayside Disposal Racing                         | Porsche 962                                     | Championnat IMSA GT                                            |
| 1989  | Geoff Brabham Chip Robinson Arie Luyendyk               | Electramotive Engineering                       | Nissan ZXT GTP                                  | Championnat IMSA GT                                            |
| 1990  | Derek Daly Bob Earl                                     | Nissan Performance Technology                   | Nissan ZXT GTP                                  | Championnat IMSA GT                                            |
| 1991  | Derek Daly Geoff Brabham Gary Brabham                   | Nissan Performance Technology                   | Nissan NPT-90 (en)                              | Championnat IMSA GT                                            |
| 1992  | Juan Manuel Fangio II Andy Wallace                      | All American Racers                             | Eagle-Toyota MK III                             | Championnat IMSA GT                                            |
| 1993  | Juan Manuel Fangio II Andy Wallace                      | All American Racers                             | Eagle-Toyota MK III                             | Championnat IMSA GT                                            |
| 1994  | Steve Millen (en) Johnny O'Connell John Morton          | Clayton Cunningham Racing                       | Nissan 300 ZX                                   | Championnat IMSA GT                                            |
| 1995  | Andy Evans Fermín Vélez Eric van de Poele               | Scandia Motorsports                             | Ferrari 333 SP                                  | Championnat IMSA GT                                            |
| 1996  | Wayne Taylor Jim Pace Eric van de Poele                 | Doyle Racing                                    | Riley & Scott Mk III                            | Championnat IMSA GT                                            |
| 1997  | Andy Evans Fermín Vélez Yannick Dalmas Stefan Johansson | Team Scandia                                    | Ferrari 333 SP                                  | Championnat IMSA GT                                            |
| 1998  | Didier Theys Giampiero Moretti Mauro Baldi              | MOMO Doran Racing                               | Ferrari 333 SP                                  | Championnat IMSA GT                                            |
| 1999  | Tom Kristensen JJ Lehto Jörg Müller                     | BMW Motorsport                                  | BMW V12 LMR                                     | American Le Mans Series                                        |
| 2000  | Frank Biela Tom Kristensen Emanuele Pirro               | Audi Sport North America                        | Audi R8                                         | American Le Mans Series                                        |
| 2001  | Rinaldo Capello Michele Alboreto Laurent Aïello         | Audi Sport North America                        | Audi R8                                         | American Le Mans Series                                        |
| 2002  | Rinaldo Capello Christian Pescatori Johnny Herbert      | Audi Sport North America                        | Audi R8                                         | American Le Mans Series                                        |
| 2003  | Frank Biela Marco Werner Philipp Peter                  | Infineon Team Joest                             | Audi R8                                         | American Le Mans Series                                        |
| 2004  | Allan McNish Frank Biela Pierre Kaffer                  | Audi Sport UK Veloqx                            | Audi R8                                         | American Le Mans Series                                        |
| 2005  | Tom Kristensen JJ Lehto Marco Werner                    | ADT Champion Racing                             | Audi R8                                         | American Le Mans Series                                        |
| 2006  | Tom Kristensen Allan McNish Rinaldo Capello             | Audi Sport North America                        | Audi R10 TDI                                    | American Le Mans Series                                        |
| 2007  | Frank Biela Emanuele Pirro Marco Werner                 | Audi Sport North America                        | Audi R10 TDI                                    | American Le Mans Series                                        |
| 2008  | Timo Bernhard Romain Dumas Emmanuel Collard             | Penske Racing                                   | Porsche RS Spyder                               | American Le Mans Series                                        |
| 2009  | Tom Kristensen Allan McNish Rinaldo Capello             | Audi Sport Team Joest                           | Audi R15 TDI                                    | American Le Mans Series                                        |
| 2010  | Alexander Wurz Marc Gené Anthony Davidson               | Team Peugeot Total                              | Peugeot 908 HDi FAP                             | American Le Mans Series                                        |
| 2011  | Nicolas Lapierre Loïc Duval Olivier Panis               | Team Oreca-Matmut                               | Peugeot 908 HDi FAP                             | American Le Mans Series Intercontinental Le Mans Cup           |
| 2012  | Tom Kristensen Allan McNish Rinaldo Capello             | Audi Sport Team Joest                           | Audi R18 TDI                                    | American Le Mans Series Championnat du monde d'endurance FIA   |
| 2013  | Marcel Fässler Benoît Tréluyer Oliver Jarvis            | Audi Sport Team Joest                           | Audi R18 e-tron quattro                         | American Le Mans Series                                        |
| 2014  | Scott Pruett Memo Rojas Marino Franchitti               | Chip Ganassi Racing                             | Riley Ford EcoBoost                             | United SportsCar Championship                                  |
| 2015  | Sébastien Bourdais Christian Fittipaldi João Barbosa    | Action Express Racing                           | Corvette DP Chevrolet                           | United SportsCar Championship                                  |
| 2016  | Ed Brown Johannes van Overbeek Scott Sharp Pipo Derani  | Tequila Patrón ESM                              | Ligier JS P2-Honda HPD                          | WeatherTech SportsCar Championship                             |
| 2017  | Ricky Taylor Jordan Taylor Alex Lynn                    | Wayne Taylor Racing                             | Cadillac DPi-V.R                                | WeatherTech SportsCar Championship                             |
| 2018  | Pipo Derani Nicolas Lapierre Johannes van Overbeek      | Tequila Patrón ESM                              | Nissan Onroak DPi                               | WeatherTech SportsCar Championship                             |
| 2019  | Felipe Nasr Eric Curran Pipo Derani                     | Whelen Engineering Racing                       | Cadillac DPi-V.R                                | WeatherTech SportsCar Championship                             |
| 2020  | Jonathan Bomarito Harry Tincknell Ryan Hunter-Reay      | Mazda Motorsports                               | Mazda RT24-P                                    | WeatherTech SportsCar Championship                             |
| 2021  | Sébastien Bourdais Loïc Duval Tristan Vautier           | JDC-Mustang Sampling Racing                     | Cadillac DPi-V.R                                | WeatherTech SportsCar Championship                             |
| 2022  | Earl Bamber Neel Jani Alex Lynn                         | Cadillac Racing                                 | Cadillac DPi-V.R                                | WeatherTech SportsCar Championship                             |
| 2023  | Jack Aitken Pipo Derani Alexander Sims                  | Whelen Engineering Racing                       | Cadillac V-Series.R                             | WeatherTech SportsCar Championship                             |
| 2024  | Louis Delétraz Colton Herta Jordan Taylor               | Wayne Taylor Racing with Andretti               | Acura ARX-06                                    | WeatherTech SportsCar Championship                             |

## Records et statistiques

### Par nombre de victoires constructeurs
| Nombre de victoires | Constructeur   | Années |
| ------------------- | -------------- | --- |
| 18                  | Porsche        | 1960, 1968, 1971, 1973, 1976, 1977, 1978, 1979, 1980, 1981, 1982, 1983, 1984, 1985, 1986, 1987, 1988, 2008 |
| 12                  | Ferrari        | 1956, 1958, 1959, 1961, 1962, 1963, 1964, 1970, 1972, 1995, 1997, 1998                                     |
| 11                  | Audi           | 2000, 2001, 2002, 2003, 2004, 2005, 2006, 2007, 2009, 2012, 2013                                           |
| 5                   | Nissan         | 1989, 1990, 1991, 1994, 2018                                                                               |
| 5                   | Cadillac       | 2017, 2019, 2021, 2022, 2023                                                                               |
| 3                   | Ford           | 1966, 1967, 1969                                                                                           |
| 2                   | BMW            | 1975, 1999                                                                                                 |
| 2                   | Peugeot        | 2010, 2011                                                                                                 |
| 2                   | Toyota         | 1992, 1993                                                                                                 |
| 1                   | Chaparral Cars | 1965 |
| 1                   | Corvette       | 2015 |
| 1                   | Cunningham     | 1953 |
| 1                   | Frazer Nash    | 1952 |
| 1                   | Jaguar         | 1955 |
| 1                   | Ligier         | 2016 |
| 1                   | Maserati       | 1957 |
| 1                   | Mazda          | 2020 |
| 1                   | Oldsmobile     | 1996 |
| 1                   | O.S.C.A.       | 1954 |
| 1                   | Riley          | 2016 |
| 1                   | Acura          | 2024 |

Source,,,:
| Pos. | Nations     | Victoires |
| ---- | ----------- | --------- |
| 1er  | Allemagne   | 31        |
| 2e   | Italie      | 14        |
| 3e   | États-Unis  | 13        |
| 4e   | Japon       | 9         |
| 5e   | France      | 3         |
| 5e   | Royaume-Uni | 2         |

### Par nombre de victoires pilotes
| Nombre de victoires | Pilote             | Années                             |
| ------------------- | ------------------ | ---------------------------------- |
| 6                   | Tom Kristensen     | 1999, 2000, 2005, 2006, 2009, 2012 |
| 5                   | Rinaldo Capello    | 2001, 2002, 2006, 2009, 2012       |
| 4                   | Frank Biela        | 2000, 2003, 2004, 2007             |
| 4                   | Allan McNish       | 2004, 2006, 2009, 2012             |
| 4                   | Pipo Derani        | 2016, 2018, 2019, 2023             |
| 3                   | Mario Andretti     | 1967, 1970, 1972                   |
| 3                   | Olivier Gendebien  | 1959, 1960, 1961                   |
| 3                   | Phil Hill          | 1958, 1959, 1961                   |
| 3                   | Hans-Joachim Stuck | 1975, 1986, 1988                   |
| 3                   | Marco Werner       | 2003, 2005, 2007                   |

## Remarques
- Steve McQueen termina deuxième de l'épreuve en 1970, associé à Peter Revson sur Porsche 908 du Solar Productions team[6].
- L'édition 1962 sert de trame au film The Checkered Flag (en) (1963), de William Grefe[7].